# Hayn (cráter)

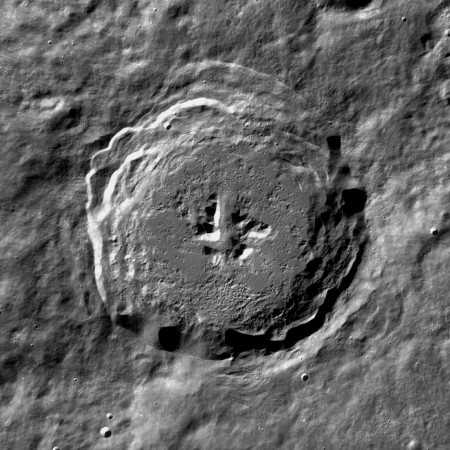
Fotografía de la misión LRO

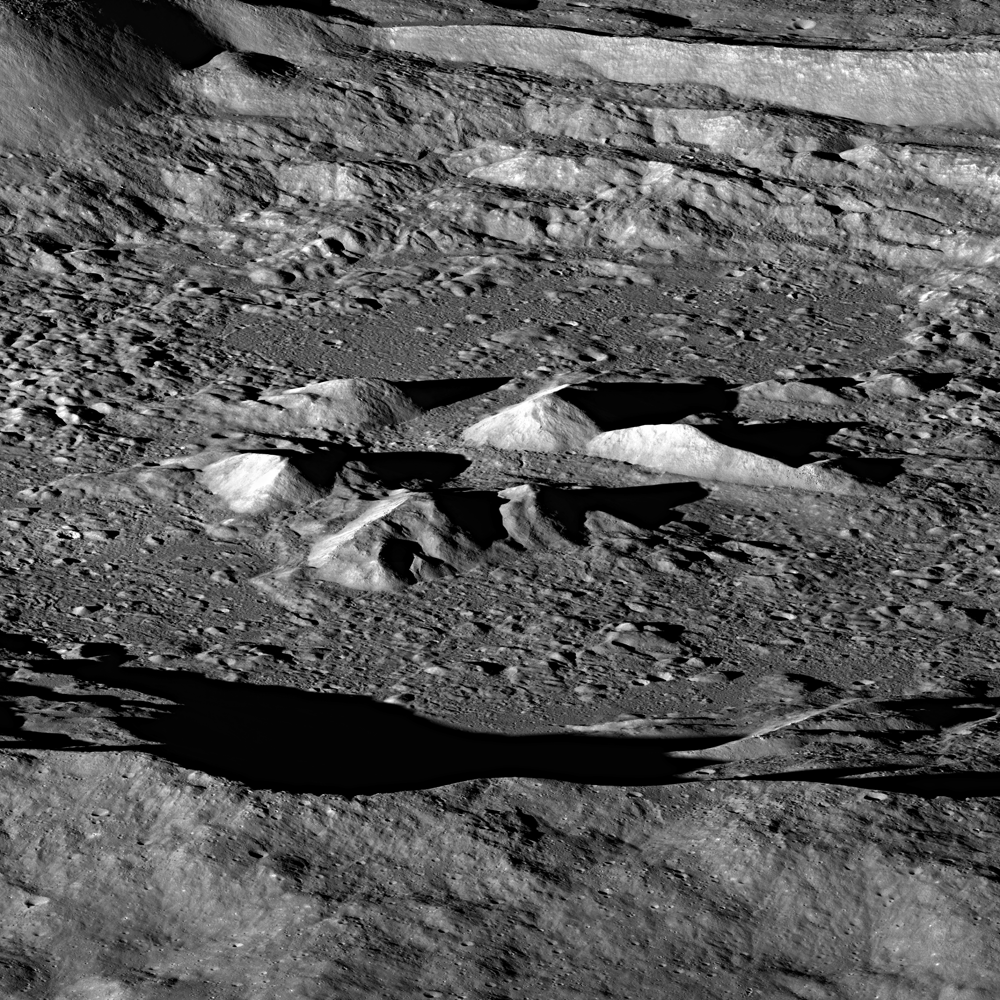
Fotografía de la misión LRO

Hayn es un cráter de impacto que se encuentra al lado de la extremidad noreste de la Luna. Esta ubicación restringe la cantidad de detalle que se puede apreciar desde la Tierra, ya que el lado interior occidental está permanentemente oculto a la vista. La observación de este cráter también puede ser afectada por libración, que lo puede ocultar completamente.
Está situado en el lado noroeste del borde de la llanura amurallada del cráter Bel'kovich, al norte del Mare Humboldtianum. Se halla relativamente aislado de otros cráteres principales, con el más cercano (Cusanus) ubicado al noroeste.
Se trata de un cráter relativamente reciente con un borde y un interior que aún no han sido significativamente erosionados. Presenta un borde circular pero algo desigual y una pared interna aterrazada. El borde sur es ligeramente más pronunciado en altura, donde se une al borde muy gastado de Bel'kovich. También se localiza una rampa exterior, más extensa al suroeste. El borde de Bel'kovich al este de Hayn prácticamente ha desaparecido, y el terreno al este es similar al  otro terreno que rodea el cráter. Está situado en el centro de un sistema de marcas radiales, y por lo tanto es considerado como parte del Periodo Copernicano.
El suelo interior es relativamente plano en comparación con el terreno que rodea al cráter. Un sistema de varias crestas se encuentra cerca del punto medio interior, con un amplio valle que corre de norte a sur que lo divide por la mitad. También presenta valles laterales más pequeños, y apreciándose media docena de picos. El resto del de la plataforma interior también contiene varias colinas más pequeñas, particularmente justo al oeste de los picos centrales.

## Cráteres satélite
Por convención estos elementos se identifican en los mapas lunares colocando la letra en el lado del punto medio del cráter que está más cercano a Hayn.
|  |  |

| Hayn | Coordenadas                  | Diámetro |
| ---- | ---------------------------- | -------- |
| A    | 62°54′N 70°30′E / 62.9, 70.5 | 54 km    |
| B    | 65°12′N 64°06′E / 65.2, 64.1 | 25 km    |
| C    | 65°00′N 88°00′E / 65.0, 88.0 | 13 km    |
| D    | 65°30′N 62°00′E / 65.5, 62.0 | 20 km    |
| E    | 67°06′N 66°24′E / 67.1, 66.4 | 42 km    |
| F    | 68°00′N 84°00′E / 68.0, 84.0 | 59 km    |
| G    | 67°12′N 85°36′E / 67.2, 85.6 | 21 km    |
| H    | 63°24′N 68°30′E / 63.4, 68.5 | 14 km    |
| J    | 66°42′N 64°12′E / 66.7, 64.2 | 39 km    |
| L    | 64°24′N 68°00′E / 64.4, 68.0 | 27 km    |
| M    | 62°54′N 66°30′E / 62.9, 66.5 | 7 km     |
| S    | 68°00′N 66°06′E / 68.0, 66.1 | 10 km    |
| T    | 68°24′N 74°24′E / 68.4, 74.4 | 7 km     |

|  |